# Iwan Szanhin
Iwan Hlibowycz Szanhin, ukr. Іван Глібович Шангін, ros. Иван Глебович Шангин, Iwan Glebowicz Szangin (ur. 19 sierpnia 1955 w Użhorodzie) – ukraiński piłkarz, grający na pozycji obrońcy lub pomocnika, trener piłkarski.

## Kariera piłkarska

### Kariera klubowa
W 1974 roku rozpoczął karierę piłkarską w klubie Charczowyk Bendery, skąd w następnym roku przeszedł do SK Łuck. W 1976 wojskowy klub powrócił do Lwowa i zmienił nazwę na SKA Lwów. Po zwolnieniu ze służby wojskowej powrócił do Użhoroda, gdzie przez pół roku bronił barw miejscowej Howerły. Latem 1977 przeniósł się do Metałurha Zaporoże, w którym występował przez prawie 6 lat. W 1983 roku powrócił do klubu z Użhoroda, który zmienił nazwę na Zakarpattia Użhorod i gdzie zakończył karierę w roku 1985.

## Kariera trenerska
Karierę szkoleniowca rozpoczął po zakończeniu kariery piłkarza. W sezonie 1993/94 trenował Zakarpattia Użhorod. W rundzie jesiennej sezonu 1994/95 na przemian z Łeonidem Kołtunem prowadził Chimik Żytomierz.
Od września 1997 do maja 1998 ponownie prowadził rodzimy klub z Użhoroda, który nazywał się Werchowyna Użhorod.
Potem pracował na stanowisku trenera, a następnie wicedyrektora Szkoły Piłkarskiej w Użhorodzie.